# La răscruce de vânturi
La răscruce de vânturi (în engleză Wuthering Heights) este singurul roman scris de Emily Brontë, între octombrie 1845 și iunie 1846, și apoi publicat în 1847 sub pseudonimul de Ellis Bell. Romanul prezintă povestea de dragoste dintre doi tineri, Heathcliff și Catherine. Cei doi sunt sortiți a fi victimele unor prejudecăți de netrecut, în cercul strâmt al unei familii care își arată împotrivirea față de ei.
În anul ulterior publicării cărții, Brontë a decedat de tuberculoză, la numai 30 de ani, boală netratabilă atunci. Atât Wuthering Heights, cât și romanul Agnes Grey al Annei Brontë fuseseră acceptate de publicistul Thomas Newby înaintea marelui succes al surorii mai mari, Charlotte Brontë, cu romanul Jane Eyre. După moartea lui Emily, Charlotte a editat manuscrisul romanului Wuthering Heights și a aranjat ca versiunea editată să fie publicată în a doua sa ediție, prima postumă, din 1850.
Într-un eseu publicat în 1954, cunoscutul scriitor britanic William S. Maugham l-a considerat unul dintre cele mai bune zece romane din lume.

## Povestea

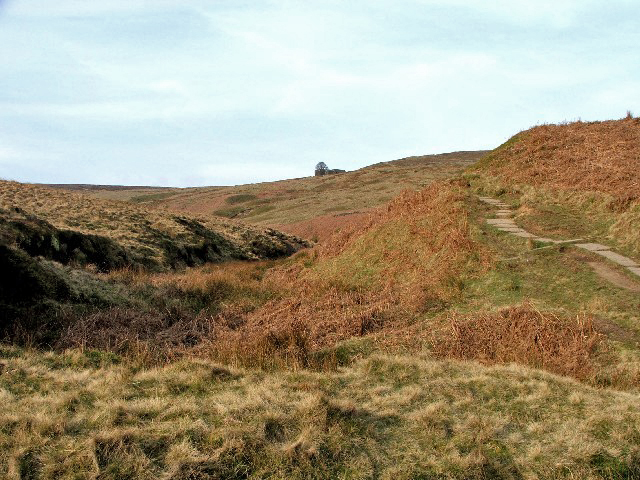
Urcușul pe vârful Withens. Se crede că este sursa de inspirație pentru casa familiei Earnshaw în romanul „La răscruce de vânturi”

Domnul Earnshaw, tatăl lui Catherine, este un om bogat și bun care stăpânește conacul Wuthering Heights („La răscruce de vânturi”). Catherine are un frate pe nume Hindley. Domnul Earnshaw aduce acasă un băiat rom murdar, Heathcliff, cu care Catherine se înțelege bine încă din primele clipe. Fratele ei, Hindley, dimpotrivă, nu dorește prietenia copilului. Când tatăl lor moare, Hindley moștenește averea, devenind mai brutal cu sora și chinuindu-l pe Heathcliff, acesta declarându-i răzbunare. După ce pleacă de acasă, Heathcliff devine bogat și moștenește conacul. Catherine e prinsă într-o furtună și se adăpostește în conacul vecin, unde îl întâlnește pe Edgar Linton, proprietarul. Acesta se îndrăgostește de ea, urmând ca cei doi să se căsătorească. Heathcliff devine tot mai rece față de Catherine. Heathcliff se însoară cu sora lui Edgar, Isabella. Aceasta se mută la Wuthering Heights cu Heathcliff, apoi fuge de acesta și naște un copil, Linton, la Londra. Catherine se mută în Thrushcross Grange, conacul lui Edgar. La nașterea fiicei sale, aceasta moare. Linton și fiica lui Catherine se îndrăgostesc unul de altul. Linton moare, iar fiica lui Catherine se îndrăgostește de unul din nepoții lui Heathcliff, Hareton. La scurt timp moare și Heathcliff, în circumstanțe ciudate. Cei doi, Catherine și Heathcliff, rămân uniți pe veci abia după moarte.

## Personaje
- Heathcliff este un copil găsit în Liverpool, care este adus de domnul Earnshaw la Wuthering Heights, unde este îngrijit cu reticență de familie și răsfățat de tatăl său adoptiv. El și fiica domnului Earnshaw, Catherine, se apropie, iar dragostea lor este tema centrală a primului volum. Răzbunarea lui împotriva bărbatului cu care aceasta alege să se căsătorească și consecințele acesteia sunt tema centrală a celui de-al doilea volum. Heathcliff a fost considerat un erou byronic, dar criticii au subliniat că se reinventează în anumite momente, făcând personajul său greu de încadrat într-un singur tip. Are o poziție ambiguă în societate, iar lipsa de statut este subliniată de faptul că „Heathcliff” este atât prenumele lui, cât și numele de familie. Este posibil ca personajul lui Heathcliff să fi fost inspirat de Branwell Brontë, fratele autoarei. Un alcoolic și un dependent de opiu, el le-ar fi terorizat într-adevăr pe Emily și pe sora ei Charlotte în timpul crizelor frecvente de delirium tremens care l-au afectat cu câțiva ani înainte de moartea sa. Chiar dacă Heathcliff nu are probleme cu alcoolul sau drogurile, influența persoanei lui Branwell este probabilă; deși același lucru s-ar putea spune, poate mai potrivit, despre Hindley Earnshaw și Linton Heathcliff. [3]
- Catherine Earnshaw este prima dată prezentată cititorului după moartea ei, prin descoperirea de către Lockwood a jurnalului și a sculpturilor sale. Descrierea vieții ei se limitează aproape în întregime la primul volum. Ea pare nesigură dacă este, sau vrea să devină, mai mult ca Heathcliff sau dacă aspiră să fie mai mult ca Edgar. Unii critici au susținut că decizia ei de a se căsători cu Edgar Linton este alegoric o respingere a firii și o predare în fața culturii, o alegere cu consecințe nefericite, fatidice pentru toate celelalte personaje.[4] Ea moare la câteva ore după ce și-a născut fiica.
- Edgar Linton este introdus drept copil în familia Linton, locuind la Thrushcross Grange. Stilul și manierele lui Edgar sunt în contrast puternic cu cele ale lui Heathcliff, care îl displace instantaneu, și ale lui Catherine, care este atrasă de el. Catherine se căsătorește cu el în loc de Heathcliff din cauza statutului său social mai înalt, cu rezultate dezastruoase pentru toate personajele din poveste. Își iubește soția și mai târziu fiica.
- Ellen (Nelly) Dean este naratorul principal al romanului. Nelly este servitoarea a trei generații din familia Earnshaw și două din familia Linton. Născută de origine umilă, ea se consideră totuși sora adoptivă a lui Hindley (au aceeași vârstă, iar mama ei este infirmiera lui). Ea trăiește și lucrează printre locuitorii aspri din Wuthering Heights, dar este citită și cunoaște, de asemenea, manierele mai rafinate ale celor de la Thrushcross Grange. Criticii au discutat cât de mult acțiunile ei ca aparent spectator afectează celelalte personaje și cât de mult se poate baza pe narațiunea ei.[5]
- Isabella Linton este sora lui Edgar. Ea îl vede pe Heathcliff romantic, în ciuda avertismentelor lui Catherine, și devine un participant involuntar la complotul său de răzbunare împotriva lui Edgar. Heathcliff se căsătorește cu ea, dar o tratează abuziv. În timp ce este însărcinată, ea fuge la Londra și dă naștere unui fiu, Linton. Își încredințează fiul fratelui ei Edgar când moare.
- Hindley Earnshaw este fratele mai mare al lui Catherine. Hindley îl disprețuiește imediat pe Heathcliff și îl hărțuiește pe tot parcursul copilăriei, înainte ca tatăl său să-l trimită la facultate. Hindley se întoarce cu soția sa, Frances, după ce domnul Earnshaw moare. El este mai matur, dar ura lui față de Heathcliff rămâne aceeași. După moartea lui Frances, Hindley revine la un comportament distructiv, își neglijează fiul și distruge familia Earnshaw bând și pariind la jocuri de noroc în exces. Heathcliff îl bate pe Hindley, după ce Hindley eșuează în încercarea de a-l ucide pe Heathcliff cu un pistol. Moare la mai puțin de un an după Catherine și își lasă fiul fără nimic.
- Hareton Earnshaw este fiul lui Hindley și Frances, crescut la început de Nelly, apoi de Heathcliff. Servitorul Joseph încearcă să-i insufle un sentiment de mândrie cu moștenirea Earnshaw (chiar dacă Hareton nu va moșteni proprietatea Earnshaw, deoarece Hindley i-a ipotecat-o lui Heathcliff). Heathcliff, în schimb, îl învață despre vulgarități ca o modalitate de a se răzbuna pe Hindley. Hareton vorbește cu un accent asemănător cu al lui Joseph și ocupă o poziție similară cu cea a unui slujitor de la Wuthering Heights, fără să știe că a fost escrocat de moștenirea lui. Poate să citească doar numele său. În aparență, îi amintește lui Heathcliff de mătușa lui, Catherine.
- Cathy Linton este fiica lui Catherine și a lui Edgar Linton, o fată tumultuoasă și cu voință puternică, care nu cunoaște istoria părinților ei. Edgar este foarte protector cu ea și, drept urmare, este dornică să descopere ce se află dincolo de granițele proprietății. Deși unul dintre cele mai simpatice personaje ale romanului, ea este, de asemenea, oarecum snoabă față de Hareton și lipsa lui de educație. Este forțată să se căsătorească cu Linton Heathcliff, dar după ce acesta moare ea se îndrăgostește de Hareton și se căsătoresc.
- Linton Heathcliff este fiul lui Heathcliff și al Isabellei. Copil slab, primii ani îi petrece cu mama sa în sudul Angliei. El află despre identitatea și existența tatălui său abia după ce mama lui îi moare când are doar doisprezece ani. În egoismul și capacitatea sa de cruzime, el seamănă cu Heathcliff; fizic, seamănă cu mama lui. Se căsătorește cu Cathy Linton pentru că tatăl său, care îl îngrozește, îl îndrumă să facă acest lucru și, la scurt timp după, moare din cauza unei boli epuizante asociată cu tuberculoza.
- Joseph este un slujitor la Wuthering Heights timp de 60 de ani. Este un creștin rigid și plin de sine, dar nu are nicio urmă de bunătate sau umanitate autentică. Urăște pe aproape pe toată lumea în roman. Dialectul Yorkshire pe care îl vorbește Joseph a făcut obiectul unei cărți din 1970 a lingvistului KM Petyt, care a susținut că Emily Brontë a înregistrat cu acuratețe dialectul lui Haworth.[6]
- Domnul Lockwood este primul narator care la începutul romanului închiriază Thrushcross Grange pentru a fugi de societate, dar în cele din urmă, decide că societatea este de preferat. El servește ca narator până la capitolul 4, când naratorul principal, Nelly, preia povestea.

## Adaptări

### Film și TV[7]
- Wuthering Heights (film din 1920)
- Wuthering Heights (film din 1939) - ro.:La răscruce de vânturi (film din 1939)
- Wuthering Heights (teatru TV din 1948, produs de BBC)
- Wuthering Heights (teatru TV din 1953, produs de BBC)
- Wuthering Heights (film din 1954)
- Wuthering Heights (film australian din 1959)
- Dil Diya Dard Liya (1966)
- Cumbres Borrascosas (telenovelă din 1964)
- Wuthering Heights (serial TV din 1967)
- Wuthering Heights (film din 1970) - ro.:La răscruce de vânturi (film din 1970)
- Cumbres Borrascosas (telenovelă din 1976)
- Wuthering Heights (serial TV din 1978) - ro.:La răscruce de vânturi (seria TV din 1978)
- Cumbres Borrascosas (telenovelă din 1979)
- Hurlevent
- Wuthering Heights (film din 1988)
- Hihintayin Kita sa Langit (1991)
- Emily Brontë's Wuthering Heights (1992) - ro.:La răscruce de vânturi (film din 1992)
- Wuthering Heights (film din 1998)
- Sparkhouse (seria TV din 2002)
- Wuthering Heights (film din 2003) - ro.:La răscruce de vânturi (film din 2003)
- The Promise (2007)
- Wuthering Heights (miniserial TV din 2009) - ro.:La răscruce de vânturi (film din 2009)
- [Wuthering Heights (film din 2011) - ro.:La răscruce de vânturi (film din 2011)
- Walang Hanggan (2012)
- Wuthering High School (2015)

### Teatru
- Wuthering Heights (operă din 1951 de Bernard Herrmann)
- Wuthering Heights (operă din 1958 de Carlisle Floyd)
- Wuthering Heights (musical din 1992)
- Heathcliff (musical din 1996)